# Vicenç Damian i Algueró

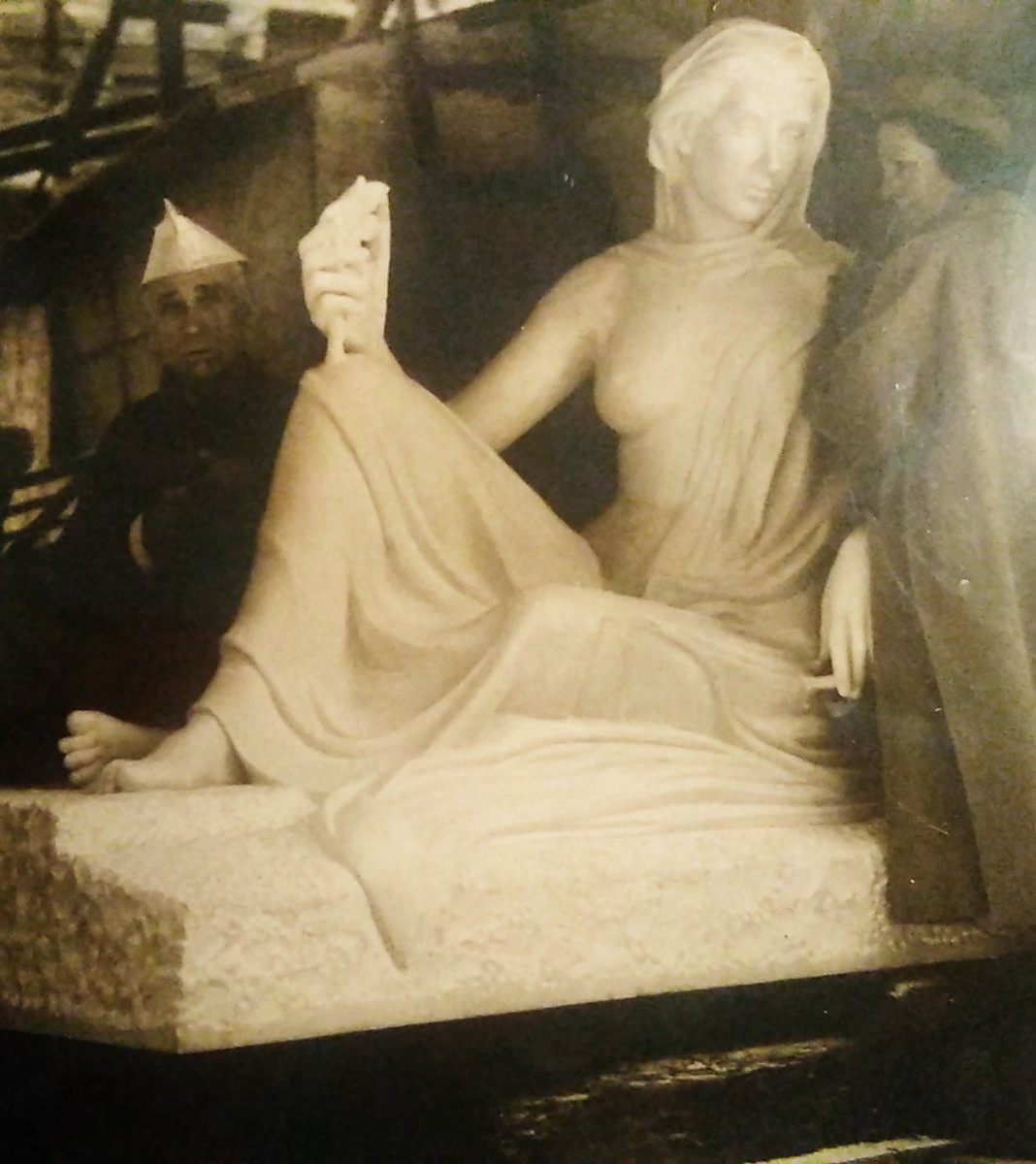
Vicenç Damian amb Maria Llimona, 1952. La Musa

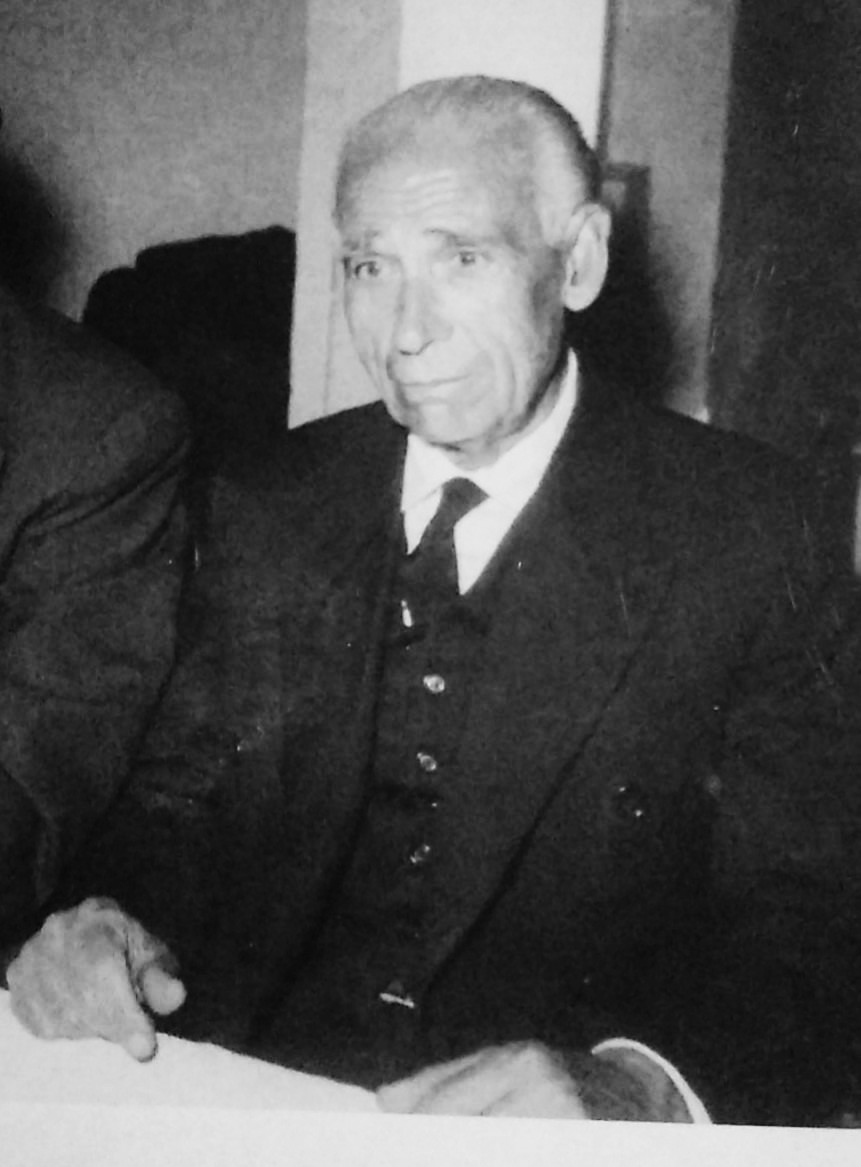
Vicenç Damian 1962

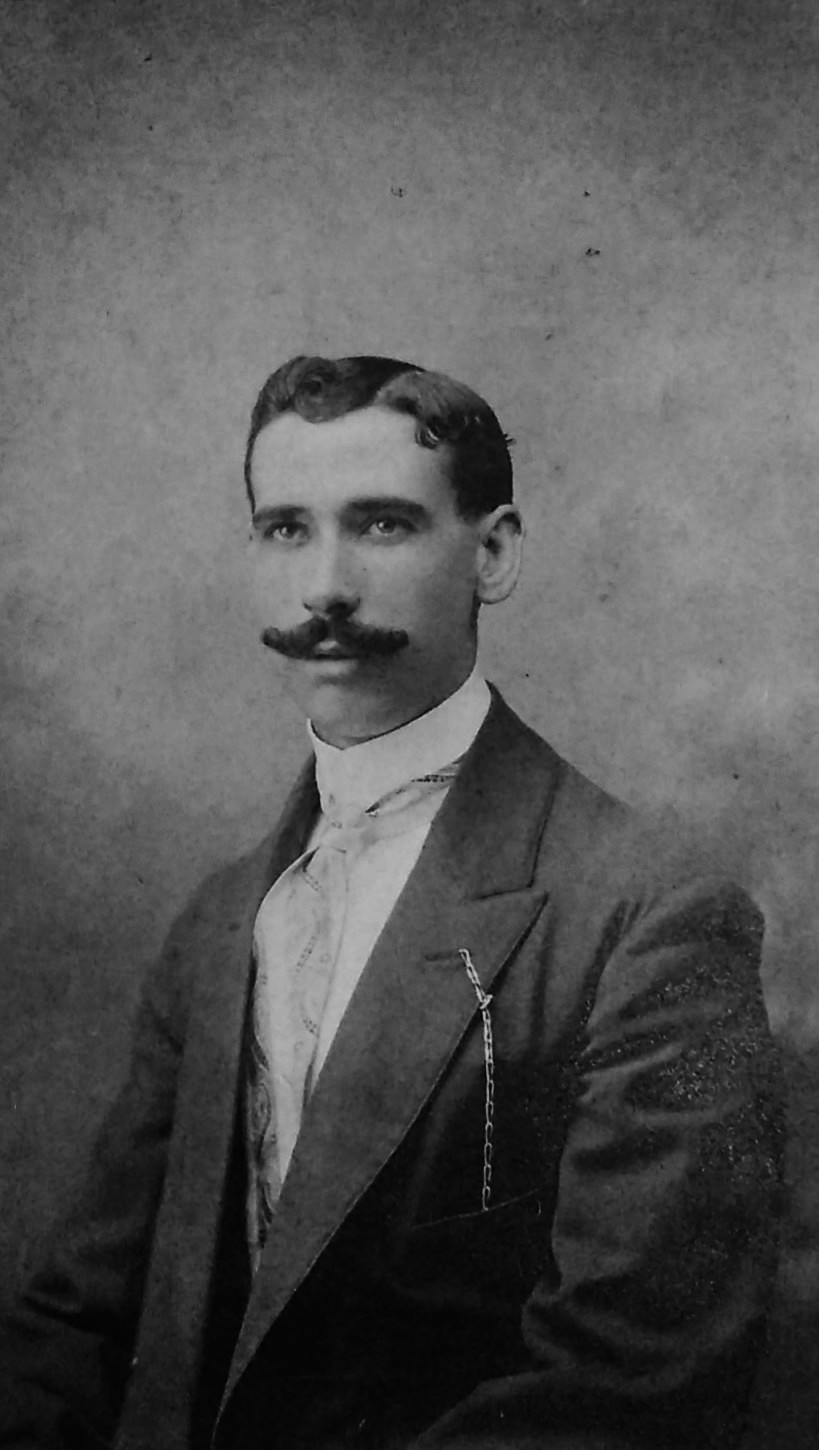
Vicenç Damian 1908

Vicenç Damian i Algueró (Barcelona, 25-4-1885 / 11-2-1963) fou un escultor català.
De ben jove comença estudis de dibuix i escultura a La Llotja (1901-1905)
Treballa per encàrrec als tallers dels germans Bechini a Barcelona (1903-1950), al carrer Roger de Flor, 162.
Amb el temps es converteix en un dels escultors artesans més preuats. Al llarg de la seva vida combina la feina d'escultor amb el seu treball de funcionari a Correus.

## Obres
Treballa en el Primer Misteri de Glòria de Montserrat  (Josep Llimona i Dionís Renart)
Obres per encàrrec de Josep Llimona, Frederic Marès, Josep Clarà, Maria Llimona…
1917: Rèplica en marbre del Desconsol, Llimona (Parc Ciutadella, actualment al Palau de la Generalitat)
1928: Nens cavalcant peixos, de Frederic Marès (Font Gran Via – Rbla. Catalunya)
1928 - 1931: La deessa, de Clarà. Obra original de 1928 sobre un model de 1911 (Còpia de 1931: Museu dels Agustinians de Tolosa)
1930: Monument a Soler i Rovirosa, de Frederic Marès (Gran Via, entre Pg. de Gràcia i Rbla. Catalunya)
1945: Reconstrucció monument a Joan Güell (Gran Via – Rambla Catalunya)
1952: Restauració de la Dama del paraigua (reconstrucció del braç). Encàrrec de l'Ajuntament de Barcelona.
1952: La Musa, de Maria Llimona en homenatge al Dr. Andreu
Obra pròpia:
1942: Plor (Fosa en bronze als Tallers Bechini; original en guix, destruït). Col·lecció privada